# Nannophlebia ampycteria
Nannophlebia ampycteria – gatunek ważki z rodziny ważkowatych (Libellulidae).